# Krim
 Denne artikel omhandler halvøen Krim. For den kriminalpolitiske forening, se Landsforeningen KRIM.
Krim (russisk: Крым, tr. Krym; krimtatarisk: Qırım, Къырым; ukrainsk: Крим, tr. Krym) er en halvø ved den nordlige bred af Sortehavet. Før 1954 tilhørte Krim den russiske sovjetrepublik, hvor Khrusjtjov overdrog Krim til den Ukrainske SSR, og blev efter Sovjetunionens opløsning en del af republikken Ukraine. I 2014 blev Krim annekteret af Rusland efter en omstridt folkeafstemning og er i dag de facto under russisk kontrol.
Halvøen er på 27.000 km² og har 2.024.056(2001) indbyggere eksklusiv Sevastopol, der havde 377.200(2001) indbyggere. De største byer er Simferopol og Sevastopol (base for den russiske Sortehavsflåde).

## Historie

### Antikken
Krims nedskrevne historie begynder omkring det 5. århundrede f.v.t., da der blev grundlagt flere græske kolonier ved halvøens kyster, den vigtigste Chersonesos, nær det nutidige Sevastopol, hvor der boede skytere og taurere længere inde i landet mod nord. Taurerne gav øen navnet Tauriske halvø, der blev benyttet op til tidlig moderne tid. Øens sydlige del blev en del af Det Bosporanske Rige, der senere blev annekteret af Pontus og senere en vasalstat til Romerriget fra 63 f.v.t. til 341 e.v.t.

### Middelalderen
En række af tyrkiske folkeslag, nu kendt som Krim-tatarerne , har beboet halvøen siden den tidlige middelalder. Efter Timur Lenks ødelæggelse af Den Gyldne Horde grundlagde Krim-tatarerne det uafhængige Krim-khanatet i 1441, under Haci Giray, som var en efterkommer efter Djengis Khan. Krim-tatarerne kontrollerede stepperne, der strakte sig fra Kuban til Dnestr, men var i første omgang ude af stand til at tage kontrol over de genovesiske byer. Efter erobringen af genovesiske byer holdt den osmanniske sultan Meñli I Giray som fange, senere blev Meñli I Giray mod at han accepterede osmanniske overhøjhed over Krim-khanerne, der regerede som underordnede fyrster under det Osmanniske Rige. Imidlertid havde Krim-khanerne fortsat udstrakt uafhængighed af det Osmanniske Rige. I 1774 kom Krim-khanerne under russisk indflydelse med Küçük Kaynarca-traktaten, og i 1783 blev hele Krim annekteret af det Russiske Kejserrige.

### Slavehandel
Indtil slutningen af 1700-tallet havde Krim-tatarerne en massiv slavehandel med Det Osmanniske Rige og Mellemøsten, og eksporterede omkring 2 millioner slaver fra Rusland og Ukraine i perioden fra 1500 til 1700. I 1769 gennemførtes det sidste store tatartogt, som fandt sted under den russisk-tyrkiske krig med indfangningen af 20.000 slaver.

### Krimkrigen og 1800-tallet
Krim blev en del af Ruslands Tavritjeskaja guvernement og en stor del af slagene under Krimkrigen (1853-1856) foregik der mellem Rusland på den ene side, og Frankrig, Storbritannien, Det Osmanniske Rige og Kongedømmet Sardinien på den anden. Rusland og det Osmanniske Rige gik i krig i oktober 1853 over Ruslands rettigheder til at beskytte de ortodokse kristne. Rusland fik overtaget efter at have ødelagt den osmanniske flåde i Sortehavshavnen i Sinope. For at stoppe Ruslands erobringer gik Frankrig og Storbritannien ind i krigen i marts 1854. De fleste af kampene fandt sted om kontrollen over Sortehavet, med landslag på Krim-halvøen i det sydlige Rusland. Russerne holdt deres store fæstning ved Sevastopol i over et år.
Efter fæstningens fald blev der indgået fred i Paris i marts 1856. Religionsspørgsmålet var allerede blevet løst. Hovedresultaterne blev, at Sortehavet blev neutralt farvand, og at Rusland ikke måtte have krigsskibe der. Samtidigt blev de to vasaller Valakiet og Moldavien stort set uafhængige under nominelt osmannisk styre.
Krigen lagde store dele af den økonomiske og sociale infrastruktur på halvøen i ruiner. Under krigen gjorde sygeplejersken Florence Nightingale sig kendt som reformator af de sanitære og menneskelige forhold for britiske soldater.

### Krim i 1900- og 2000-tallene

#### I Sovjetunionen
Under den russiske borgerkrig efter omstyrtelsen Zar-vældet skiftede Krim hænder flere gange og var en højborg for den anti-bolsjevikiske hvide hær. Det var på Krim, at de sidste kampe mellem De Hvide under ledelse af general Pjotr Wrangel og Nestor Makhnos anarkistiske kræfter i koalition med Den Røde Hær stod i 1920. Ca. 50.000 "hvide" krigsfanger og civile blev henrettet ved skydning eller hængning efter General Wrangels nederlag i slutningen af 1920. Henrettelserne anses for en af de mest omfattende under borgerkrigen. Den 18. oktober 1921 blev Den autonome Socialistiske Sovjetrepublik Krim (ASSR) oprettet som en del af Den russiske SFSR som en del af Sovjetunionen. Krim ramtes af alvorlig hungersnød to gange i 1900-tallet, hungersnøden fra 1921 til 1922 samt hungersnøden i 1932-1933, hvor over 2 millioner døde.
Under 2. verdenskrig var Krim skueplads for flere blodige slag. Aksemagterne under ledelse af Nazityskland led store tab i sommeren 1941, da de forsøgte at gå gennem den smalle landtange, Perekop, der forbinder Krim til det sovjetiske fastland. Da Aksemagterne slap igennem, besatte de det meste af Krim, med undtagelse af byen Sevastopol, som holdt stand fra oktober 1941 til 4. juli 1942, hvor tyskerne endeligt erobrede byen. Fra 1. september 1942 blev halvøen administreret som Generalbezirk Krim (generaldistrikt Krim) und Teilbezirk (og under-distrikt) Taurien. På trods af nazisternes og deres forbundsfællers hårdhændede overgreb forblev Krim-bjergene en ubesejret højborg for modstandskampen, indtil halvøen blev befriet af Den røde hær i 1944.
Med begrundelsen at de havde samarbejdet med de nazistiske besættelsesstyrker, blev Krim-tatarerne den 18. maj 1944 deporteret til Centralasien. Den 26. juni 1944 blev den armenske, bulgarske og græske befolkning ligeledes deporteret til Centralasien. I 1967 blev Krim-tatarerne rehabiliteret, men det var fortsat forbudt for dem at vende tilbage til deres hjemland, indtil de sidste dage af Sovjetunionens eksistens. Krim ASSR blev ophævet 30. juni 1945 og omdannet til oblasten (provinsen) Krim i den russiske SFSR.
Den 19. februar 1954 udstedte præsidiet for Den Øverste Sovjet et dekret om at overføre Krim-oblasten fra Russiske SFSR til Ukrainske SSR. Overdragelsen af Krim-oblasten til Ukraine er blevet beskrevet som en "symbolsk gestus", der markerede 300-året for at Ukraine blev en del af det russiske imperium. Andre hævder imidlertid at overførslen blev foretaget, fordi den Ukrainske SSR var i en bedre position til at hjælpe med Krims genopbygning i kølvandet på 2. verdenskrig. I efterkrigsårene udviklede Krim sig til et førsteklasses turistmål, hvor der byggedes nye attraktioner og kurbade for turister, og Krim blev turistmål for hele Sovjetunionen og nabolandene. Krims infrastruktur og produktion blev også udviklet, især omkring havnene i Kertj og Sevastopol og i Simferopol.
Efter en folkeafstemning den 20. januar 1991 fik Krim-oblasten status som en selvstyrende socialistisk sovjetrepublik den 12. februar 1991 af Øverste Sovjet i den ukrainske SSR.

#### I det uafhængige Ukraine
Med Sovjetunionens opløsning blev Krim en del af det uafhængige Ukraine, hvilket førte til spændinger mellem Rusland og Ukraine. I januar 1991 holdt man en folkeafstemning på Krim som med stort flertal - 93,2% - anerkendte, at Krim blev en autonom (selvstyrende) republik. Med Sortehavsflåden baseret på halvøen var der flere gange bekymring for væbnede sammenstød. Krim-tatarer begyndte at vende tilbage fra deres eksil og bosætte sig på Krim.
Den 26. februar 1992 omdøbte Krims Verkhovna Rada (Krims parlament) oblasten Krim til ASSR Republikken Krim og proklamerede selvstyre den 5. maj 1992, og vedtog Krims første forfatning samme dag. Den 6. maj 1992 indsatte parlamentet en sætning i forfatningen, der erklærede, at Krim var en del af Ukraine., dog blev der i Krims parlament stemt for, at Krim skulle være uafhængigt af Ukraine, men efter pres fra Ukraine blev der ikke afholdt folkeafstemning.
Den 19. maj 1992 erklærede Krim sig enig i at forblive en del af Ukraine og annullerede proklamationen af selvstyre og den ukrainske regering accepterede at udvide Krims allerede omfattende autonome status. Samtidigt blev den russiske præsident Boris Jeltsin og den ukrainske præsident Leonid Kravtjuk enige om at opdele den tidligere sovjetiske Sortehavsflåde mellem Rusland og den nydannede ukrainske flåde.
Den 14. oktober 1993 oprettede Krim-parlamentet posten som Krims præsident og fastsatte antallet Krim-tatarrepræsentanter i rådet til 14. Ændringerne af forfatningen skabte imidlertid grobund for fortsat politisk uro. Den 17. marts 1995 greb Ukraines parlament ind, forkastede Krims forfatning og afsatte Krims præsident Jurij Mesjkov sammen med hans regering for hans forsøg på at fremme integrationen med Rusland. Efter en midlertidig forfatning trådte den nuværende forfatning, der ændrede områdets navn til den Autonome Republik Krim, i kraft.
Efter ratificeringen i maj 1997 af traktaten for samarbejde, partnerskab, venskab og deling af Sortehavsflåden mindskedes de internationale spændinger langsomt. Men i september 2008 beskyldte den ukrainske udenrigsminister Volodimir Ogrizko Rusland for at dele russiske pas ud til befolkningen på Krim og beskrev det som et "reelt problem" givet Ruslands erklærede politik om militær intervention i udlandet for at beskytte russiske statsborgere.
Den 24. august 2009 afholdt de etniske russiske beboere på Krim anti-ukrainske demonstrationer. Sergej Tsekov (fra Russisk Blok og formand for Krim-parlamentet), sagde dengang, at han håbede, at Rusland ville behandle Krim på samme måde, som det havde behandlet Sydossetien og Abkhasien. Kaos i det ukrainske parlament brød ud under en debat om forlængelse af lejekontrakten på en russisk flådebase den 27. april 2010 efter at Ukraines parlament ratificerede traktaten som forlænger Ruslands lejekontrakt på det orlogsværftet og baseinstallationer i Sevastopol havn frem til 2042. Både Verkhovna Rada og den russiske Statsduma ratificerede traktaten.

#### Krimkrisen og den russiske militære intervention 2014
Den 23. februar 2014, efter de ukrainske uroligheder, blev loven om beskyttelse af mindretalssprog, herunder russisk, afskaffet, og ukrainsk blev det eneste officielle sprog på alle niveauer. Den 26. februar 2014 stødte tusinder af pro-russiske og pro-ukrainske demonstranter sammen foran parlamentsbygningen i Simferopol. Protesterne fulgte afsættelsen af Ukraines præsident Viktor Janukovitj den 22. februar 2014 og et krav fra pro-russiske demonstranter for løsrivelse af Krim fra Ukraine og søge assistance fra Rusland.
Den 28. februar 2014 vurderede den ukrainske sikkerhedstjeneste, SBU, at Ruslands handlinger havde "massiv støtte" fra Krims befolkning .
Samme dag tog russiske militærstyrker kontrollen over bygninger, lufthavne og andre knudepunkter på Krim. Arsenij Jatsenjuks nytiltrådte fungerende ukrainske regering betragtede begivenhederne som en russisk invasion og besættelse af Krim. Krims premierminister Sergej Aksjonov, valgt af Krims parlament tidligere på ugen, tog kontrollen over Krims sikkerhedsstyrker og appellerede til Rusland "om bistand til at sikre fred og ro" på halvøen. Den fungerende ukrainske regering anerkender ikke Krims parlaments valg af Aksjonov, og finder regeringen ulovlig. Det russiske udenrigsministerium erklærede, at "Sortehavsflådens panserkøretøjers aktiviteter på Krim (...) sker i fuld overensstemmelse med grundlæggende russisk-ukrainske aftaler om Sortehavsflåden".
Den 1. marts 2014 gav den russiske Statsduma præsident Vladimir Putin myndighed til at anvende militær magt i Ukraine. Det internationale samfund fordømte bredt dette træk. Samme dag fordømte den fungerende præsident i Ukraine, Oleksandr Turchynov, udnævnelsen af premierminister for Krim som forfatningsstridig. Ruslands nære allierede, Hviderusland og Kasakhstan, støttede ikke den russiske intervention på Krim.
Rusland er blevet beskyldt for at benytte sig af vildledning som militært værktøj.

#### Folkeafstemningen i 2014 og optagelse i Rusland
Der blev udskrevet en ulovlig folkeafstemning til afholdelse 16. marts 2014. Folkeafstemningen var ulovlig, da det kun er parlamentet i Ukraine som kan give tilladelse til det i henhold til international lov. USA afviste på forhånd at ville anerkende resultatet, og EU meddelte efter valget at man ville indføre sanktioner..
Folkeafstemningens emne var om Krim-halvøen skulle fortsætte som autonom republik og vende tilbage til Krims 1992 forfatning, eller ansøge om optagelse i den Russiske Føderation. Af det officielle valgresultat fremgår at valgdeltagelsen var 83,1% af de stemmeberettigede, hvoraf knap 97% stemte for indlemmelse i den Russiske Føderation . Der blev rapporteret om mulig valgsvindel. De lokale myndigheder inviterede OSCE til at overvåge valghandlingen, hvilket blev afvist med henvisning til, at Krim ikke var et selvstændigt OSCE-medlem og derfor ikke kunne udstede invitationen .
Dagen efter, den 17. marts 2014, erklærede Krim sig uafhængig af Ukraine og ansøgte om optagelse i den Russiske Føderation.
Den 18. marts 2014 holdt den russiske præsident Putin et pressemøde angående Krim-halvøens status, hvor han bød halvøen velkommen i den Russiske Føderation. En lang række lande vedtog sanktioner mod Rusland, som følge af interventionen på Krim. Sanktionerne var medvirkende til at sende Rusland ind i en økonomisk krise. Optagelsen er ikke internationalt anerkendt og er fordømt af bl.a. EU og USA.
En repræsentativ meningsmåling foretaget april 2014 af Gallup på vegne af Broadcasting Board of Governors viste at 83% af befolkningen på Krim mente resultatet afspejlede de flestes ønsker.
En anden meningsmåling foretaget af Pew Research Center i april 2014 viste, at 91% af befolkningen mente valget var "frit og fair" og 88% mente regeringen i Kyiv burde anerkende resultatet .
En meningsmåling foretaget af Tysklands største meningsmålingsinstitut, GfK, i januar 2015 viste at 82% støttede fuldt Krims optagelse i Rusland, mens 11% gav deres delvise støtte. Kun 4% var imod .
En måling foretaget i marts 2016 viste stigende støtte til Rusland og at et flertal i hver befolkningsgruppe (russere, ukrainere og tatarer) mente det var en korrekt beslutning Krims parlament havde taget .
En måling foretaget i juni 2016 af det anerkendte Levada-Center viste at 88% af befolkningen støttede Krims optagelse i den Russiske Føderation, mens 5% var imod .
Ingen vestlige lande anerkender på nuværende tidspunkt Krim som en del af Rusland. 
Den internationale straffedomstol i Haag (ICC) indledte i april 2014 en foreløbig undersøgelse i Ukraine.
I ICC's aktivitetsrapport fra 2016 blev det erklæret, at: ”Ifølge de modtagne oplysninger svarer situationen på Krim og Sevastopol til en international væbnet konflikt mellem Ukraine og Den Russiske Føderation. Denne internationale væbnede konflikt begyndte senest den 26. februar, da Den Russiske Føderation uden samtykke fra den ukrainske regering benyttede sine væbnede styrker til at få kontrol over dele af ukrainsk territorium. Reglerne om internationale væbnede konflikter finder også anvendelse efter den 18. marts 2014, i det omfang situationen på Krim og Sevastopol-området svarer til den fortsatte besættelsestilstand. Det er ikke nødvendigt at fastslå legitimiteten af den oprindelige intervention, der førte til besættelsen. Med henblik på Rom-statutten kan en væbnet konflikt være af international karakter, hvis en eller flere stater delvist eller fuldstændigt besætter en anden stats territorium, uanset om besættelsen ledsages af væbnet modstand”.
ICC undersøger fortsat forholdene og i rapporten fra 2019 oplyses, at man har rimelig grund til at tro, at der i forbindelse med iværksættelsen af og den igangværende besættelse af Krim bl.a. er foretaget handlinger, der svarer til mord, udvisning eller tvangsforflyttelse, fængsling og tortur .

## Demografi
Ifølge den ukrainske folketælling fra 2001 var folketallet på Krim 2.024.000. Den etniske sammensætning bestod af følgende grupper: russere: 58,32%, ukrainere: 24,32%, Krim-tatarer: 12,1%, hviderussere: 1,44%, tatarer: 0,54%, armeniere: 0,43%, jøder: 0,22%, grækere: 0,15%, og andre mindre grupper.
| Etnisk gruppe         | Folketælling 1897 | Folketælling 1897 | Folketælling 1926 | Folketælling 1926 | Folketælling 1939 | Folketælling 1939 | Folketælling 1959 | Folketælling 1959 | Folketælling 1979 | Folketælling 1979 | Folketælling 1989 | Folketælling 1989 | Folketælling 2001 | Folketælling 2001 |
| Etnisk gruppe         | Antal             | %                 | Antal             | %                 | Antal             | %                 | Antal             | %                 | Antal             | %                 | Antal             | %                 | Antal             | %                 |
| --------------------- | ----------------- | ----------------- | ----------------- | ----------------- | ----------------- | ----------------- | ----------------- | ----------------- | ----------------- | ----------------- | ----------------- | ----------------- | ----------------- | ----------------- |
| Russere               | 180.963           | 33,11%            | 301.398           | 42,22%            | 558.481           | 49,6%             | 858.273           | 71,4%             | 1.460.980         | 68,4%             | 1.629.542         | 66,28%            | 1.180.400         | 58.5%             |
| Ukrainere             | 64.703            | 11,84%            | 77.405            | 10,84%            | 154.123           | 13,7%             | 267.659           | 22,3%             | 547.336           | 25,6%             | 625.919           | 25,46%            | 492.200           | 24.4%             |
| Krimtatarer           | 194.294           | 35,55%            | 179.094           | 25,09%            | 218.879           | 19,4%             |                   | 0%                | 5.422             | 0,7%              | 38.365            | 1,56%             | 243.400           | 12.1%             |
| Andre                 |                   |                   |                   |                   |                   |                   |                   |                   |                   |                   |                   |                   | 83.000            | 3,78%             |
| Folketal i alt        | 546.592           |                   | 713.823           |                   | 1.126.429         |                   | 1.201.517         |                   | 2.182.927         |                   | 2.458.655         |                   | 2.024.000         |                   |
| Noter: 1. 2. 3. 4. 5. |                   |                   |                   |                   |                   |                   |                   |                   |                   |                   |                   |                   |                   |                   |

Andre minoriteter er sortehavstyskere, romaer, bulgarere, polakker, aserbajdsjanere, koreanere, grækere og italienere. I 1944 var antallet af krimtyskere 45.000. I 1944 blev 70.000 grækere og 14.000 bulgarere fra Krim deporteret til Centralasien og Sibirien, sammen med 200.000 Krimtatarer og andre nationaliteter.
Ukrainsk er det eneste landsdækkende officielle statslige sprog, og er det eneste sprog i Ukraines regering i Kyiv. Ifølge folketællingen fra 2001 opgav 77% af Krims indbyggere at russisk er deres modersmål, 11,4% opgav krimtatarisk som modersmål, og 10,1% ukrainsk. På Krim benyttes hovedsageligt russisk i den statslige administration. Forsøg på at udvide brugen af ukrainsk i uddannelse og den offentlige sektor har været mindre succesfulde på Krim end i andre områder af Ukraine.